# Glashütte (Weitnau)
Glashütte (mundartlich: Glashitǝ) ist ein Gemeindeteil der Marktgemeinde Weitnau im bayerisch-schwäbischen Landkreis Oberallgäu.

## Geographie
Der Weiler liegt circa 2,5 Kilometer nördlich des Hauptorts Weitnau.

## Ortsname
Der Ortsname Glashütte weist auf einen Ort der Glaserzeugung hin.

## Geschichte
Bei der Glashütte dürfte es sich vermutlich um jene der Herrschaft Trauchburg handeln, die vor dem Jahr 1700 bei Götzenberg genannt wurde. Der Ort Glashütte wurde erstmals gesichert im Jahr 1831 als „Glashütte (alte)“ urkundlich erwähnt. Die Glasherstellung endete hier wahrscheinlich vor dem Jahr 1890. Der Ort gehörte bis 1972 der Gemeinde Wengen an, die durch die bayerische Gebietsreform in der Gemeinde Weitnau aufging.